# 高射第3師団 (日本軍)
高射第3師団（こうしゃだいさんしだん）は、大日本帝国陸軍の師団の一つ。中部高射砲集団を改編して創設された。

## 沿革
1945年4月、主として阪神地区を主とする政治、軍事、軍需の中枢を防衛するため編成された。
阪神地区のほか、敦賀、宇部、高松、新居浜、吹田、枚方、京都などにも部隊を展開した。
7月には、空襲で焼け野原となった大阪、神戸の部隊の一部を、空襲を受けていない京都、広島に展開。広島には派遣中隊の一部のみが到着した段階で原爆投下が行われた。
終戦後、1945年9月11日に復員した。

## 師団概要

### 歴代師団長
- 河合潔 少将：1945年（昭和20年）5月5日 - 終戦[1]

### 司令部構成
- 参謀：森山元中佐
- 参謀：多羅尾光孝少佐
- 参謀：三品幸三郎少佐

### 所属部隊
- 高射砲第121連隊（大阪）：樋口易信大佐
- 高射砲第122連隊（大阪北部）：五峯作一大佐
- 高射砲第123連隊（神戸）：山岡重孝中佐
- 独立高射砲第11大隊（尼崎）：小木節三中佐
- 独立高射砲第13大隊（大阪）：藤野毅一中佐
- 独立高射砲第22大隊：加藤恒太少佐
- 独立高射砲第45大隊：富田洋平少佐
- 機関砲第11大隊：前田俊夫少佐